# Brahim Aoulad-Lfadil
Brahim Aoulad-Lfadil (Tanger, 4 februari 1987) is een Marokkaans-Nederlands voormalig voetballer die als middenvelder voor Stormvogels Telstar speelde.

## Carrière
Brahim Aoulad-Lfadil speelde in de jeugd van Stormvogels Telstar, AZ en SV Argon, waar hij ook in het eerste elftal speelde. In 2006 vertrok hij naar Stormvogels Telstar, waar hij op 9 maart 2007 in de met 2-0 gewonnen thuiswedstrijd tegen FC Omniworld in de Eerste divisie debuteerde. Hij begon in de basisopstelling en scoorde in de 17e minuut de 1-0. Zijn contract werd verlengd tot medio 2008, maar in het seizoen 2007//08 speelde hij maar één wedstrijd. Zodoende vertrok hij in februari 2008 naar LSVV. Het seizoen erna speelde hij voor Türkiyemspor, maar deze club ging in februari 2009 failliet en werd daarom opgeheven. In 2015 was hij actief als jongerencoach in Alkmaar, maar werd op non-actief gezet nadat hij verdacht werd van het aanzetten tot radicalisering. Hierop volgend deed Aoulad-Lfadil aangifte van laster en smaad tegen het college en burgemeester Bruinooge.

### Statistieken
| Seizoen                  | Club                | Land           | Competitie     | Competitie | Competitie | Beker | Beker | Totaal | Totaal |
| Seizoen                  | Club                | Land           | Competitie     | Wed.       | Dlp.       | Wed.  | Dlp.  | Wed.   | Dlp.   |
| ------------------------ | ------------------- | -------------- | -------------- | ---------- | ---------- | ----- | ----- | ------ | ------ |
| 2006/07                  | Stormvogels Telstar | Nederland      | Eerste divisie | 5          | 1          | 0     | 0     | 5      | 1      |
| 2007/08                  | Stormvogels Telstar | Nederland      | Eerste divisie | 1          | 0          | 0     | 0     | 1      | 0      |
| Carrièretotaal           | Carrièretotaal      | Carrièretotaal | Carrièretotaal | 6          | 1          | 0     | 0     | 6      | 1      |
| Bijgewerkt op 3 mei 2019 |                     |                |                |            |            |       |       |        |        |